# Parafia św. Wawrzyńca w Sochaczewie
Parafia św. Wawrzyńca w Sochaczewie – parafia rzymskokatolicka  znajdująca się w dekanacie Sochaczew – św. Wawrzyńca w diecezji łowickiej. Od 2003 roku proboszczem parafii jest ks. kan. mgr Piotr Żądło.
Przy parafii swoją działalność prowadzą: Oaza Młodzieżowa, schola młodzieżowa i dziecięca, chór parafialny, Koła Żywego Różańca.